# Little Raveley
Little Raveley – przysiółek w Anglii, w Cambridgeshire, w dystrykcie Huntingdonshire, w civil parish Upwood and the Raveleys. W 1931 roku civil parish liczyła 51 mieszkańców.